# GLAMI
A GLAMI egy online divatkereső, amely különböző webáruházak kínálatát gyűjti össze egy helyen. 2013-ban Csehországban alapították.
2020-ban 14 országban van jelen, többek között Magyarországon, Csehországban, Szlovákiában, Görögországban, Romániában, Törökországban és Oroszországban. A divattermékeket nem értékesíti közvetlenül, hanem egy helyen tömöríti és hirdeti a divattal foglalkozó webáruházak ajánlatait. 2018-ban a GLAMI több mint 100 millió euró bevételt generált partnereinek.
2019-ben a GLAMI elindította a GLAMI.eco-t, a kizárólag fenntartható divatra fókuszáló divatkeresőt.

## Marketing és díjak
2019-ben a GLAMI elnyerte a Deloitte Technology Fast 50 CE díjat, amely Közép-Európa leggyorsabban növekvő technológiai vállalatait tünteti ki. A GLAMI-nál bevezetett innovációk egyike az ugyanebben az évben kifejlesztett képalapú keresés funkció.
A GLAMI a Fashion (Re)search nevű piackutatása révén átfogó tudásanyagot gyűjt össze az online divatpiac aktuális helyzetéről, valamint a divatipar fenntarthatósági kérdéseiről.

## Fashion (Re)search
A Fashion (Re)search a GLAMI a hazai online divatpiac helyzetéről folytatott kutatása, melyben többek között a fenntarthatóság, a hazai márkák és az aktuális online kereskedelmi trendek témájával foglalkozik magyar divatpiacon. Legújabb kutatásukban pedig a koronavírus magyar lakosság vásárlási szokására gyakorolt hatásával foglalkozik.
A magyar online piac egyre nagyobb népszerűségben örvend Magyarországon is. A GLAMI Fashion (Re)search felméréséből kiderült, hogy a magyar divatpiac forgalma 2019-ben elérte a 171 milliárd forintot. Az online divatkereskedelem jelenlegi részesedése a teljes hazai divatpiacon 28%, becslések szerint ez az arány 2023-ra ez a szám várhatóan eléri a 33%-ot és a 257 milliárd forint értékű forgalmat. Növekszik ezenkívül a magyar fenntartható divatpiac is. Míg pár éve ezt a fogalmat csak kevesen ismerték, 2019-ben az online fenntartható divatpiac becsült forgalma elérte a 857 millió forintot. Ez a fenntartható termékek forgalmának aránya az egész online divatkereskedelemhez viszonyítva csupán 0.5%, viszont idén a forgalom növekedésére lehet számítani, egészen 1,8 milliárd forintos forgalomra.

## A GLAMI és a fenntartható divat
A fenntartható divattal is foglalkozó GLAMI szűrőkkel rendelkezik a fenntartható márkák felfedezésének megkönnyítésére - a felhasználóbarát weboldalon fenntartható márkák vagy környezetbarát anyagok alapján is lehetséges ilyen termékeket keresni.